# マッソン・ウルセル
ポール・マッソン-ウルセル（フランス語: Paul Masson-Oursel, 1882年7月5日 - 1956年3月18日）はフランスの東洋学者・哲学者で、「比較哲学」の先駆者として知られる。
1882年、パリ生まれ。リュシアン・レヴィ＝ブリュール、アンリ・ベルクソン、エミール・デュルケーム、ピエール・ジャネ、André Lalande、マルセル・モースの教えを受けた。シルヴァン・レヴィ、アルフレッド・フーシェ、エドゥアール・シャヴァンヌ、Clément Huartのもとで、サンスクリット語、チベット語、中国語、アラビア語を学んだ。ソルボンヌに提出した博士論文『比較哲学』（La Philosophie Comparée）は、コント派の実証主義と、ヨーロッパ、インド、中国の哲学の間の「類似性」を特定する比較法を適用しようとしたものであった。マッソン-ウルセルは、「いかなる哲学も、自らを人間の心と同一の広がりを持つものであると主張する権利はない」ので「哲学は、その研究が我々自身の文明の思想に限定されている限り、積極性を達成することはできない」と主張した。これは彼の生きた20世紀初頭の西洋文明がシュペングラーの『西洋の没落』などに代表される自己反省の潮流のなかにあったことを反映している。
1956年、パリで亡くなった。

## 主な業績
- La philosophie comparée. Paris: Alcan, 1923.
  - 大島豊訳. 東西哲学の比較研究. 第一書房, 1942. https://doi.org/10.11501/1037894
  - 小林忠秀訳, 末木剛博監修. マッソン・ウルセル比較哲学. 法藏館, 1997. ISBN 978-4831872227
- Esquisse d'une histoire de la philosophie Indienne. ［インド哲学史の概要］ Paris: P. Geuthner, 1923. https://gallica.bnf.fr/ark:/12148/bpt6k34058174
- La spécificité de la psychologie indienne. ［インド心理学の特異性］ Imprimerie administrative, Melun, 1928.
- Paul Masson-Oursel, Helena de Willman-Grabowska, Philippe Stern. L'Inde antique et la civilisation indienne. ［古代インドとインド文明］Paris: La Renaissance du livre, 1933.
- La philosophie en Orient (Histoire de la philosophie. fs1). ［東洋哲学］ Paris: Alcan 1938. https://gallica.bnf.fr/ark:/12148/bpt6k34058174
- Le fait métaphysique. Paris: Presses Universitaires de France, 1941. https://gallica.bnf.fr/ark:/12148/bpt6k3351042b
- Le yoga. Paris: Presses Universitaires de France, 1959. https://gallica.bnf.fr/ark:/12148/bpt6k34058174
  - 渡辺重朗訳. ヨーガ. 文庫クセジュ 594, 白水社, 1976. ISBN 978-4560055946